# Џеси Ралф
Џеси Ралф (енгл. Jessie Ralph; Глостер, 5. новембар 1864 — Глостер, 30. мај 1944) је била америчка глумица.